# Faraohond
De faraohond is een hondenras dat afkomstig is uit Malta, alwaar het ook de nationale hond is. Lange tijd heeft men gedacht dat het ras van oorsprong uit Egypte kwam (vandaar ook de naam), maar recent onderzoek heeft aangetoond dat dit niet het geval is. Een volwassen reu is ongeveer 56 centimeter hoog, een volwassen teef ongeveer 53 centimeter.
De faraohond is meestal roestbruin van kleur, en wordt het liefst gezien met een witte punt op de staart. Ook witte exemplaren zijn toegestaan op keuringen.
De faraohond loopt zeer sierlijk, maar tegelijkertijd krachtig.
De faraohond was oorspronkelijk in gebruik voor de konijnenjacht. Tegenwoordig wordt hij ook wel gebruikt als gezelschapshond.
Akita ·
Amerikaanse akita ·
Alaska-malamute ·
Basenji ·
Canaänhond ·
Canadese eskimohond ·
Chowchow ·
Cirneco dell'Etna ·
Eurasiër ·
Europese sledehond ·
Faraohond ·
Finse lappenhond ·
Finse spits ·
Groenlandse hond ·
Hokkaido ·
IJslandse hond ·
Jämthund ·
Japanse spits ·
Kai ·
Karelische berenhond ·
Keeshond ·
Kintamanihond ·
Kishu ·
Koreaanse jindohond ·
Lapinporokoira ·
Mexicaanse naakthond ·
Noorse buhund ·
Noorse elandhond ·
Noorse lundehond ·
Norrbottenspets ·
Oost-Siberische laika ·
Peruaanse naakthond ·
Podenco canario ·
Podenco ibicenco ·
Podengo Português ·
Russisch-Europese laika ·
Samojeed ·
Shiba ·
Shikoku ·
Siberische husky ·
Taiwandog ·
Thai Bangkaew Dog ·
Thai ridgebackdog ·
Västgötaspets ·
Volpino italiano ·
Westsiberische laika ·
Yakut laika ·
Zweedse lappenhond